# Journal of Economic Issues
Journal of Economic Issues (JEI) — спеціалізований економічний журнал. Видається з 1967 р. Асоціацією еволюційної економіки та університетом Бакнелл (Пенсильванія). Головний редактор журналу: Глен Аткінсон.
Основні теми публікацій у журналі: організація та управління економічними системами, екологічна проблематика, економічна стабілізація, трудові відносини.
В одному з номерів журналу щорічно публікуються матеріали зборів Асоціації еволюційної економіки.
Періодичність виходу журналу: 4 номери на рік.